# ギインズ
Gi!nz（ギインズ）は、自由民主党所属の国会議員による音楽ユニット。
若者に政治に関心を持ってもらうために音楽という手段を選んだとされ、自らが作詞作曲した歌を通じて政策課題を訴えている。ロックテイストでニューミュージック風のサウンドが基調。CDやチャリティーコンサートなどによる収益は支援金として用いられており、骨髄移植推進財団への寄付（骨髄バンクの支援）を行っているほか、コソボ紛争による難民やスマトラ島沖地震による大津波・御嶽山噴火の被災地への援助なども行っている。

## 経歴
1997年5月に林芳正と山本一太により結成。1998年から1999年には、石崎岳が参加していた時期や戸井田徹がゲスト参加したこともあった。その後、林・小此木八郎・浜田靖一という体制となり、2001年には松山政司が加入。以後は4人体制で活動している。
2005年1月21日にはアルバムを発売。林は2枚目も作りたいが多忙のため実現できていないと2013年に述べていたが、2018年1月19日に2枚目のアルバム『Gi!nz 2018』を発売した。
2017年8月3日に発足した第3次安倍第3次改造内閣では、メンバーのうち林・小此木・松山が入閣した。
2021年に小此木が政界を引退した後もギインズでの活動は継続していたが、2023年12月には同年末に予定していたライブが政治資金パーティー収入の裏金問題を受け中止したことが報じられた。その後の裏金問題を受けた人事では林が内閣官房長官に、浜田が国会対策委員長に、松山が参議院幹事長に就任し、政府と自民執行部の要職を占めた。浜田によれば世田谷のスタジオでメンバーが練習に集まった時に岸田文雄首相から3人に次々と人事の電話がかかり、練習どころではなくなったという。

## メンバー
- 林芳正（ボーカル・ギター・ピアノ）
- 小此木八郎（ボーカル）
- 浜田靖一（ボーカル）
- 松山政司（ボーカル・ギター）

### 旧メンバー
- 山本一太
- 石崎岳

## アルバム
- Gi!nz-ギインズ・ファースト・アルバム- 2005年1月21日発売（Gi!nz Records）
  - 01：Thousand Wings（作詞作曲:林芳正）
  - 02：キャサリーン（作詞作曲:林芳正）
  - 03：One for All（作詞作曲:林芳正）
  - 04：東京卒業（作詞作曲:林芳正）
  - 05：遙かなる想い（作詞:松山政司、作曲:宇佐美友章・松山政司）
  - 06：Agree to Disagree（作詞:浜田靖一、作曲:林芳正）
  - 07：大和魂 - ヤマト・スピリッツ -（作詞作曲:林芳正）
  - 08：少しの勇気 - Peace Together -（作詞作曲:林芳正）
- Gi!nz 2018 - 2018年1月19日発売（Gi!nz Records / REDMusic） 
  - 01：Thousand Wings
  - 02：Hey George
  - 03：青い座標
  - 04：朝日のあたる丘
  - 05：Agree to Disagree
  - 06：キャサリーン
  - 07：Smile 〜乾いた大地に〜
  - 08：遙かなる想い
  - 09：東京大爆発
  - 10：少しの勇気 -Peace Together-
  - 11：日本に生まれてよかった
  - 12：東京卒業